# 桜田千枝子
桜田 千枝子（さくらだ ちえこ、1939年3月8日 - 1994年6月18日）は、日本の女優。本名は大石 千枝子。京都府京都市出身。

## 来歴・人物
光華女子大学卒業。
1958年にNHK大阪特別演技研究生になり、1958年NHK上方劇場「めじるしはおしゃべり電話」でデビューする。その後はテレビドラマでは、上流夫人から生活力旺盛の役まで幅広く演じていた。主演作に1976年の昼メロドラマ『渚より愛をこめて』があり、他にも円谷プロダクション制作の特撮ドラマ『ジャンボーグA』でレギュラー出演している。また、京都を舞台としたドラマや時代劇で方言指導を務める事が多かった。
1994年（平成6年）6月18日、死去。
55歳没。

## 出演作品

### テレビドラマ
- 連続テレビ小説　（NHK）
  - うず潮（1964年 - 1965年）
  - 信子とおばあちゃん（1969年 - 1970年）
  - 火の国に（1976年 - 1977年） - 昭子
- 源氏物語（1965年 - 1966年、MBS）
- 俺は用心棒 第7話「蒼い獸たち」 （1967年、NET）
- 用心棒シリーズ 俺は用心棒 第18話「稲妻の中に」 （1969年、NET）
- 素浪人 月影兵庫 第2シリーズ 第43話「空前絶後の敵だった」 （1967年、NET）
- 素浪人 花山大吉 第46話「赤ちゃんお手柄立てていた」 （1969年、NET） - おちよ
- 鬼平犯科帳
  - 第12話「妖盗葵小僧」（1969年、NET / 東宝） ‐ おきぬ・しのぶ（二役）
  - 第65話「おしろい猫」（1970年、NET / 東宝） - おつる
- 銭形平次 （CX）
  - 第167話「献上氷秘話」（1969年） - お糸
  - 第176話「荒海の虹」（1969年） - お艶
  - 第258話「どくろ駕籠」（1971年） - お巻
  - 第318話「三ン下子守唄」（1972年） - 女将・お紋
  - 第337話「浮草の女」（1972年） - おすみ
- すし屋のケンちゃん（1971年、TBS）
- 大岡越前 第2部 第19話「新助そばの悲願」（1971年、TBS / C.A.L） - おまち
- 大江戸捜査網 （12ch）
  - 第58話「盗まれた花嫁」（1972年）
  - 第83話「恋に生き海に泣く女」（1972年）
  - 第129話「女房殺しの罠」（1974年） - お梅
  - 第174話「命の鍵をあけろ!」（1975年）
- 特別機動捜査隊 第565話「誘拐」（1972年、NET）
- 緊急指令10-4・10-10 第14話「黒猫が見た」（1972年、NET）
- 火曜日の女シリーズ / ある朝、突然に…（1972年、NTV）
- ジャンボーグA（1973年、MBS） - 立花茂子
- 花王愛の劇場　（TBS）
  - 婚期（1973年） - 河北秋子
  - 五番町夕霧楼（1974年）
  - 愛の旅路（1980年）
  - 女橋（1983年）
  - 妻の定年（1983年）
  - 遥かなり母と娘の旅路（1985年）
- 新・荒野の素浪人 （NET）
  - 第4話「無頼の掟」（1974年）
  - 第10話「群狼の宿」（1974年）
- 太陽にほえろ! （NTV）
  - 第99話「金で買えないものがある」（1974年） - 及川とみの娘
  - 第135話「ある敗北」（1975年） - 「アショカ」ママ
  - 第153話「モナリザの想い出」（1975年） - 中沢みさ子
- 渚より愛をこめて（1976年、THK） - 西川明子
- 伝七捕物帳 第160話「大江戸裏町出世双六」（1977年、NTV） - お八重の方
- 野々村病院物語（1981年、TBS） - 内堀啓子
- 2年B組仙八先生（1981年 - 1982年、TBS） - 高坂ひとみの母
- NHK大河ドラマ　（NHK）
  - 峠の群像（1982年） - 蝶 ※方言指導を兼任
  - いのち（1986年） - 乗客
- 源九郎旅日記 葵の暴れん坊 第27話「さらば湯の町残侠伝」（1982年、ANB、東映） - お道
- 大奥 第13話「子連れ将軍と五人の女」（1983年、KTV、東映） - 佐山
- 宮本武蔵（1984年、NHK）※方言指導を兼任
- 金曜女のドラマスペシャル　（CX）
  - 「結婚前夜 消えた殺人事件」（1985年）
  - 「その年の冬」（1986年）
- 暴れん坊将軍II（ANB、東映）  
  - 第26話「五郎左の寝所に忍んだ女」（1983年） - おいま
  - 第156話「吉宗婚約、五郎左は家出!?」（1986年） - みわ
  - 第188話「俺がまことの吉宗だ!」（1987年） - ひさ
- 遠山の金さんII（ANB、東映）  
  - 第16話「肝っ玉一代女!」（1986年）
- 女優競演サスペンス / タフガイが死んだ日（1987年、KTV）
- 木曜ゴールデンドラマ / 愛されたい妻たち（1988年、YTV）
- ふぞろいの林檎たちIII（1991年、TBS）

### 映画
- 王将（1973年）
- 陽のあたる坂道（1975年）

### 吹き替え
- シャーロック・ホームズの冒険 第1シリーズ第2話「踊る人形」（1985年、NHK） - エルシー・キュービット（ベッツィ・ブラントリー）

### ラジオドラマ
- FM「ラジオ劇場」優しさごっこ（1979年、NHK-FM）

### 舞台
- おもろい女
- 雪国
- 祇園の男
- 細雪